# .38 Long Colt
.38 Long Colt, також відомий .38 LC, є набоєм з димним порохом представлений компанією Colt's Manufacturing Company у 1875 році. У 1892 році армія США прийняла набій у якості стандартного військового пістолетного набою для револьвера Colt M1892. Метричне позначення набою .38 Long Colt — 9,1×26 мм. Він дещо потужніший за набій .38 Short Colt, також відомий як .38 SC. Оригінальні набої .38 SC та .38 LC відрізняються довжиною гільзи, діаметром кулі, вагою та конструкцією і не є взаємозамінними; проте, сучасні набої .38 SC меншу кулю з внутрішньою осалкою, а тому ними можна стріляти зі зброю під набої .38 LC або .38 Special. Сучасними набоями .38 LC можна стріляти зі зброї під набій .38 Special, але не зі зброї розробленої під набій .38 SC, оскільки гільза є дуже довгою.

## Конструкція та балістика

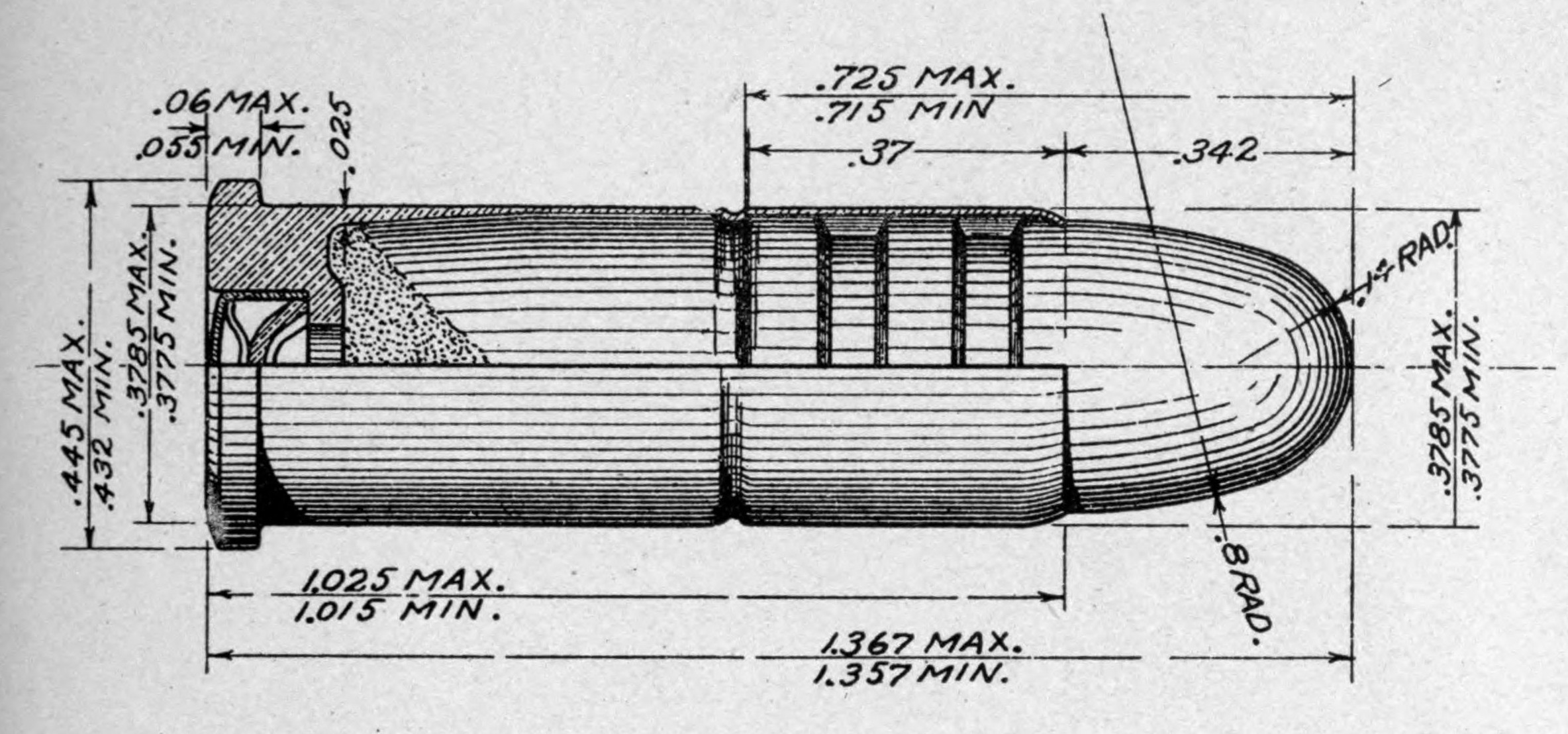
Зображення набою .38 Long Colt U.S. Army з параметрами у дюймах.

Попередник набою .38 Long Colt, .38 Short Colt, мав ступінчасту кулю вагою 130 гранів (8,4 г) зі швидкістю 770 фут/с (230 м/с) та дуловою енергією 165 фут⋅фунтс (224 Дж). Циліндричний «хвостовик» або «опорна поверхня» кулі, перед дульцем гільзи, становила 9,50 або 9,53 мм у діаметрі, такий саме як і зовнішній діаметр гільзи (як у набоях .22 кільцевого запалення). Менша за діаметром частина кулі, «п'ятка», була обтиснута в дульці гільзи, а осалка була зовні гільзи.
Натомість набій .38 Long Colt мав кулю діаметром 9,07-90,9 мм, опорна поверхня та осалка знаходилися всередині гільзи. Це не давало піску потрапляти в осалку, який міг пошкодити ствол зброї. Однак Кольт зберіг зарядний отвір одного діаметру, в результаті куля не змогла сформувати ущільнення, проходячи через горло камери. Очікувалось, що це ущільнення призведе до того, що куля розшириться в дулі і буде «обжата» або знову зменшена в діаметрі, коли вона вийде зі стволу, але нерівномірне розширення призводило до поганої точності
В оригінальному набої з димним порохів, який армія США використовувала в револьвері Colt M1892, дулова швидкість при стрільбі з револьвера зі стволом 150 мм становила 216 м/с з вагою кулі 9,7 г, дулова енергія становила 167 фут⋅фунтс (226 Дж). Пізніше, армія перейшла на набій з бездимним порохом та трохи стисла револьверний ствол; нова дулова швидкість стала дорівнювати 230 м/с з кулею вагою 9,6 г, а дулова швидкість стала 185 фут⋅фунтс (251 Дж).

## Історія та використання
Погана балістика набою проявилась під час філіппінсько-американської війни 1899—1902, коли офіцери США повідомляли про те, що кулі .38 калібру не могли зупинити шалені атаки моро під час повстання Моро, навіть на дуже близькій відстані. Типовий випадок стався в 1905 році і пізніше був описаний полковником Луї А. ЛаГардом:
Антоніо Каспі, в'язень на острові Самар зробив спробу втечі 26 жовтня 1905 року. В нього в упор вистрілили чотири рази з револьвера .38 Colt зарядженого звичайними набоями армії США. Врешті його змогли зупинити ударом прикладу карабіна Спринґфілд в лоб.
Полковник ЛаГард зазначив, що рани Каспі були досить добре розміщені: три кулі потрапили в грудну клітку, пробивши легені. Одна куля пройшла через тулуб, один застрягла біля спини, а інша застрягла у підшкірній тканині. Четверта куля пройшла через праву руку і вийшов через передпліччя.
В якості екстреної реакції на несподівано погані результати набою, армія США уповноважила офіцерів носити револьвери M1873 Colt Single Action Army, під набій .45 Colt, які видавали з резервних запасів. Артилерійсько-технічна служба також замовила револьвери M1902 (M1902 були покращеною версією револьвера Colt Double Action Army Model 1878, подвійної дії з шомполом-ежектором під набій .45 калібру) для видачі офіцерам які виїжджали за кордон.
Набій .38 Long Colt залишався основним револьверним набої в армії США до 1909 року, коли набій .45 M1909 було представлено разом з револьвером .45 Colt New Service, у якості нової стандартної військової ручної зброї армії США. Проте, деякі старі револьвери .38 Long Colt та набої залишалися на резервних складах, і після вступу США у Першу світову війну, потреба у ручній зброї була настільки великою, що цю низькопродуктивну зброю забрали зі складів для передачі на передову.
У цивільному використанні багато револьверів Кольта були розроблені під набій .38 LC і користувалися попитом серед стрільців. Різні поліцейські підрозділи використовували цей набій. Проте, набій майже зник після появи більш потужного набою Smith & Wesson .38 Special, який став популярним серед цивільних і поліцейських. До 1908 року, навіть Кольт випускали свої револьвери Police Positive та Army Special під набій «.38 Colt Special», який був звичайним набоєм .38 Smith & Wesson Special з іншим маркуванням.

## Зноски
1. ↑  Таким чином переробляли капсульні револьвери .36 калібру Colt 1851 Navy Revolver, які мали циліндричні або прямі "зарядні отвори" або вогневі камори, під унітарні набої.
2. ↑  По суті, це був військовий варіант набою .45 Colt з дещо збільшеним фланцем, який був потрібний для полегшення екстракції гільз у порівнянні з набоєм .45 .45 Schofield який до цього використовували в армії.